# Judo vid afrikanska spelen 2023
Judo vid afrikanska spelen 2023 hölls mellan den 12 och 15 mars 2024 i Accra i Ghana. Det var den 13:e upplagan av judo vid afrikanska spelen.

## Medaljörer

### Herrar
| Gren    | Guld                           | Silver                   | Brons                                            |
| 60 kg   | Leonardo Barros IOA            | Fraj Dhouibi Tunisien    | Adel Hamada Egypten                              |
| 60 kg   | Leonardo Barros IOA            | Fraj Dhouibi Tunisien    | Simon Zulu Zambia                                |
| 66 kg   | Steven Mungandu Zambia         | Aziz Harbi Tunisien      | Jason Zacko Ngawili Centralafrikanska republiken |
| 66 kg   | Steven Mungandu Zambia         | Aziz Harbi Tunisien      | Kais Moudetere Algeriet                          |
| 73 kg   | Aleddine Ben Chalbi Tunisien   | Wail Ezzine Algeriet     | Rodrigo Fernando IOA                             |
| 73 kg   | Aleddine Ben Chalbi Tunisien   | Wail Ezzine Algeriet     | Aden-Alexandre Houssein Djibouti                 |
| 81 kg   | Abdelrahman Mohamed Egypten    | Omar Mahmoud Egypten     | Abdoul Kader Boubacar Adamou Niger               |
| 81 kg   | Abdelrahman Mohamed Egypten    | Omar Mahmoud Egypten     | Timothy Meuwsen Sydafrika                        |
| 90 kg   | Abdelaziz Ben Ammar Tunisien   | Abderahmane Diao Senegal | Ali Hazem Egypten                                |
| 90 kg   | Abdelaziz Ben Ammar Tunisien   | Abderahmane Diao Senegal | Yassine Kouraichi Tunisien                       |
| 100 kg  | Koussay Ben Ghares Tunisien    | Abdellah Fala Algeriet   | Kobena Koffi Krémé Elfenbenskusten               |
| 100 kg  | Koussay Ben Ghares Tunisien    | Abdellah Fala Algeriet   | Karim Ibrahim Egypten                            |
| +100 kg | Mohamed El Mehdi Lili Algeriet | Mbagnick Ndiaye Senegal  | Wahib Hdiouech Tunisien                          |
| +100 kg | Mohamed El Mehdi Lili Algeriet | Mbagnick Ndiaye Senegal  | Mohamed Aborakia Egypten                         |

### Damer
| Gren   | Guld                                    | Silver                                   | Brons                                         |
| 48 kg  | Oumaima Bedioui Tunisien                | Priscilla Morand Mauritius               | Geronay Whitebooi Sydafrika                   |
| 48 kg  | Oumaima Bedioui Tunisien                | Priscilla Morand Mauritius               | Natacha Razafindrakalo Madagaskar             |
| 52 kg  | Rahma Tibi Tunisien                     | Marie Céline Baba Matia Kamerun          | Charné Griesel Sydafrika                      |
| 52 kg  | Rahma Tibi Tunisien                     | Marie Céline Baba Matia Kamerun          | Franca Audu Nigeria                           |
| 57 kg  | Jasmine Martin Sydafrika                | Zouleiha Abzetta Dabonne Elfenbenskusten | Chaima Sidaoui Tunisien                       |
| 57 kg  | Jasmine Martin Sydafrika                | Zouleiha Abzetta Dabonne Elfenbenskusten | Mariem Jmour Tunisien                         |
| 63 kg  | Amina Belkadi Algeriet                  | Audrey Jeannette Etoua Biock Kamerun     | Ons Romdhani Tunisien                         |
| 63 kg  | Amina Belkadi Algeriet                  | Audrey Jeannette Etoua Biock Kamerun     | Nadia Guimendego Centralafrikanska republiken |
| 70 kg  | Aina Laura Rasoanaivo Razafy Madagaskar | Zita Ornella Biami Kamerun               | Farida Magdy Egypten                          |
| 70 kg  | Aina Laura Rasoanaivo Razafy Madagaskar | Zita Ornella Biami Kamerun               | Maram Jmour Tunisien                          |
| 78 kg  | Marie Branser Guinea                    | Arij Akkab Tunisien                      | Georgika Wesly Djengue Moune Kamerun          |
| 78 kg  | Marie Branser Guinea                    | Arij Akkab Tunisien                      | Aya Gaballa Egypten                           |
| +78 kg | Monica Sagna Senegal                    | Sarra Mzougui Tunisien                   | Georgette Sagna Senegal                       |
| +78 kg | Monica Sagna Senegal                    | Sarra Mzougui Tunisien                   | Crislayn Rodrigues IOA                        |

### Mixat
| Gren   | Guld | Silver | Brons |
| Mixlag | Tunisien Aziz Harbi Aleddine Ben Chalbi Abdelaziz Ben Ammar Yassine Kouraichi Koussay Ben Ghares Wahib Hdiouech Chaima Sidaoui Mariem Jmour Ons Romdhani Maram Jmour Sarra Mzougui Zeineb Troudi | Algeriet Kais Moudetere Wail Ezzine Aghiles-Imad Benazoug Abdelhamid Zmit Mohamed El Mehdi Lili Abdellah Fala Faïza Aissahine Zina Bouakache Amina Belkadi Dyhia Benchallal Louiza Ichallal | Kamerun Enzy Kom Teddy Vladimir Carlos Ngueya Naheu Franck Ulrick Tahman Zan Marie Céline Baba Matia Audrey Jeannette Etoua Biock Zita Ornella Biami Georgika Wesly Djengue Moune Richelle Anita Soppi Mbella |
| Mixlag | Tunisien Aziz Harbi Aleddine Ben Chalbi Abdelaziz Ben Ammar Yassine Kouraichi Koussay Ben Ghares Wahib Hdiouech Chaima Sidaoui Mariem Jmour Ons Romdhani Maram Jmour Sarra Mzougui Zeineb Troudi | Algeriet Kais Moudetere Wail Ezzine Aghiles-Imad Benazoug Abdelhamid Zmit Mohamed El Mehdi Lili Abdellah Fala Faïza Aissahine Zina Bouakache Amina Belkadi Dyhia Benchallal Louiza Ichallal | Egypten Adel Hamada Karim Elhagar Ali Hazem Zeyad Ayman Mohamed Aborakia Hady Hussein Tassnim Roshdy Haneen Altaeb Fatma Ghanem Farida Magdy Safa Soliman Farah Sharaf                                        |

## Medaljtabell
| Nr                   | Nation                       | Guld | Silver | Brons | Totalt |
| -------------------- | ---------------------------- | ---- | ------ | ----- | ------ |
| 1                    | Tunisien                     | 6    | 4      | 6     | 16     |
| 2                    | Algeriet                     | 2    | 3      | 1     | 6      |
| 3                    | Senegal                      | 1    | 2      | 1     | 4      |
| 4                    | Egypten                      | 1    | 1      | 7     | 9      |
| 5                    | Sydafrika                    | 1    | 0      | 3     | 4      |
| 6                    | IOA                          | 1    | 0      | 2     | 3      |
| 7                    | Madagaskar                   | 1    | 0      | 1     | 2      |
| 7                    | Zambia                       | 1    | 0      | 1     | 2      |
| 9                    | Guinea                       | 1    | 0      | 0     | 1      |
| 10                   | Kamerun                      | 0    | 3      | 2     | 5      |
| 11                   | Elfenbenskusten              | 0    | 1      | 1     | 2      |
| 12                   | Mauritius                    | 0    | 1      | 0     | 1      |
| 13                   | Centralafrikanska republiken | 0    | 0      | 2     | 2      |
| 14                   | Djibouti                     | 0    | 0      | 1     | 1      |
| 14                   | Nigeria                      | 0    | 0      | 1     | 1      |
| 14                   | Niger                        | 0    | 0      | 1     | 1      |
| Totalt (16 nationer) | Totalt (16 nationer)         | 15   | 15     | 30    | 60     |